# Isla San Rafael

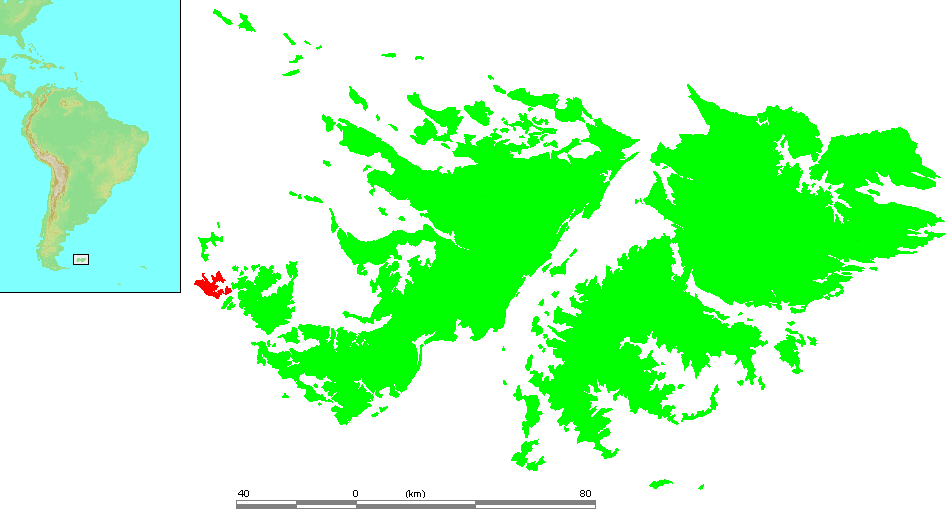
Localización de la isla de San Rafael.

La isla San Rafael (inglés: Beaver Island) es una isla de América del Sur ubicada en el archipiélago de las islas Malvinas, localizada al noroeste de la isla San José y al sur de la isla de Goicoechea, de la que está separada por el Canal de Occidente.
Es administrada por el Reino Unido como parte del territorio de ultramar de las Islas Malvinas, y es reclamada por Argentina, formando parte integral del Departamento Islas del Atlántico Sur, división de la provincia de Tierra del Fuego, Antártida e Islas del Atlántico Sur.

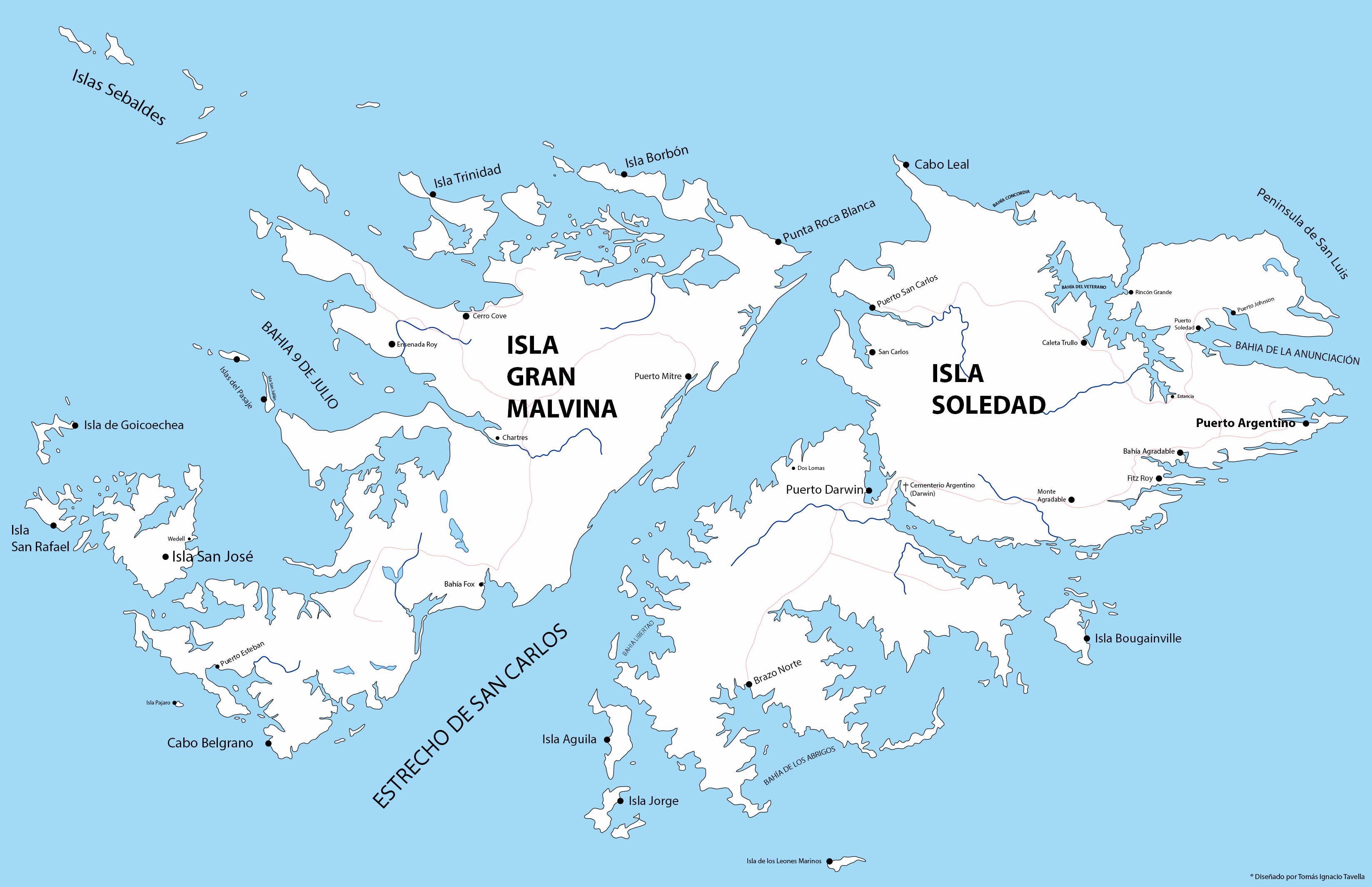
Mapa con la toponimia castellana de las Malvinas.

La isla San Rafael tiene una superficie de 50 km² y es la octava más grande de las Malvinas. Además, en la costa occidental de la isla, se encuentran dos de los puntos que determinan las líneas de base de la República Argentina, a partir de las cuales se miden los espacios marítimos que rodean al archipiélago.

## Fauna
La fauna de la isla incluye animales como el pingüinos papúa o pingüinos juanito, zorros grises argentinos, halcones peregrinos, Caracara estriado o Carancho de las Islas Malvinas, guanacos, lobos marinos y aves marinas.

## Historia
En octubre del 2003 se encontraron los restos de un yate francés en la costa de esta isla.